# 聖卡洛斯市

聖卡洛斯市（西班牙語：Municipio San Carlos），是委內瑞拉的一個市，位於該國西部科赫德斯州，首府設於聖卡洛斯，面積2,507平方公里，2011年人口110,000。
在2009年至2021年間，該市曾更名為埃茲基爾·薩莫拉市